# VX-4
L'Air Test and Evaluation Squadron Four, (AIRTEVRON FOUR) o VX-4, comunemente indicato con il suo soprannome, "The Evaluators" era uno squadrone di test e valutazione aerea della Marina degli Stati Uniti con sede a Naval Air Station Point Mugu, California. Il loro codice di coda era XF e fu attivo dal 1952 fino al loro disimpegno nel 1994.

## Storia
C'erano due squadriglie che usavano la designazione VX-4. Il primo fu istituito nel 1946 come squadrone sperimentale e di sviluppo Quattro al NAS Quonset Point equipaggiato con PB-1W per valutare e sviluppare apparecchiature e procedure di allarme rapido aereo. Nel 1950 si trasferì a NAS Atlantic City come squadrone di sviluppo aereo quattro. Lo squadrone si trasferì a NAS Patuxent River nel 1951, dove fu soppresso nel corso dell'anno a causa della scadenza dei progetti assegnati.
Il secondo squadrone a portare la designazione VX-4 è stato istituito nel 1952 a NAS Point Mugu per condurre valutazioni di missili guidati lanciati dall'aria come assegnato dal Comandante, Test operativo e Forza di valutazione. Quello squadrone è l'argomento di questo articolo.
Nel 1960 lo squadrone iniziò a includere progetti aggiuntivi che non erano associati ai missili guidati. Progetti come il test operativo e il radar per l'eliminazione del terreno, i sistemi di navigazione Doppler e le apparecchiature per la misurazione della distanza aria-aria sono stati inclusi nei compiti dello squadrone.

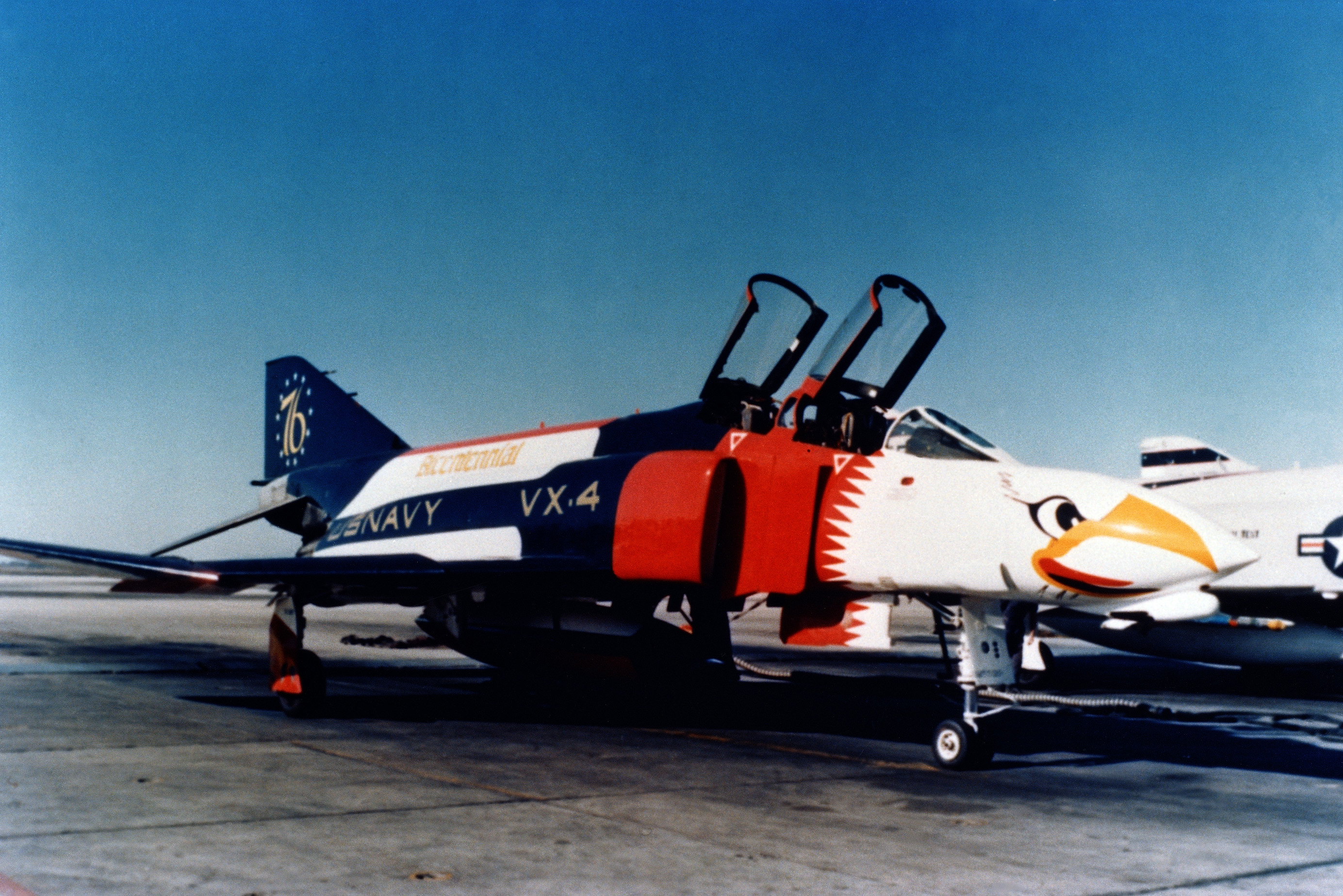
Il prototipo YF-4J Phantom II del VX-4, dipinto con un tema del bicentenario USA

Il VX-4 ha pilotato aerei che erano attualmente in servizio operativo con la Marina degli Stati Uniti e hanno iniziato la loro vita con il Chance Vought F7U Cutlass. Successivamente sono passati al McDonnell Douglas F3D Skyknight, ribattezzato F-10. Con il missile AIM-7 Sparrow in uso, il North American FJ Fury, il Douglas A-4 Skyhawk e il McDonnell F3H Demon hanno sostituito il Cutlass e lo Skynight. Quando è nato l'AIM-9 Sidewinder, l'F-8 Crusader è stato introdotto nel VX-4 e all'inizio degli anni '60 l'F-4 Phantom II ha fatto il suo debutto con VX-4. All'inizio degli anni '70 arrivò l'F-14A Tomcat e quando l'F/A-18 Hornet arrivò nella flotta, apparve anche con VX-4, oltre alle nuove varianti dell'F-14 Tomcat.
I test operativi e la valutazione dei sistemi di armi da combattimento aviotrasportati includevano l'AIM-7 Sparrow, l'AIM-9 Sidewinder e i missili AIM-54 Phoenix, oltre a dispositivi di allarme radar e jammer di autoprotezione.
Il gennaio 1990 segnò la fine dell'F-4 Phantom dopo quasi tre decenni di servizio con VX-4 e pochi mesi dopo arrivò l'F-14D Super Tomcat. Sempre nello stesso anno hanno supervisionato il primo test operativo dell'F-14D e del T-45 Goshawk.  Durante tutto l'anno il VX-4 ha sviluppato tattiche per il ricevitore di avvertimento radar ALR-67 e ha contribuito all'incorporazione del sistema nell'F-14. VX-4 iniziò anche a sviluppare tattiche per l'impiego del missile AIM-120 AMRAAM.
Dopo l'invasione irachena del Kuwait nell'agosto 1990 e la guerra del Golfo nel 1991, il VX-4 è stato determinante nell'identificazione di carenze, test e messa in campo di correzioni ai sistemi d'arma da combattimento durante le operazioni Desert Shield e Desert Storm e le successive operazioni nel sud-ovest asiatico. Dopo l'inizio dell'operazione Desert Storm nel gennaio 1991, il VX-4 ha continuato a trasmettere le ultime informazioni alla flotta tramite messaggi e briefing presentati dagli equipaggi VX-4 schierati a bordo di portaerei nel Mar Rosso e nel Mar Arabico settentrionale.
Dopo l'operazione Desert Storm, il VX-4 tornò ad un ritmo più normale. I test AMRAAM a bordo dell'F/A-18, iniziati nel 1991 e continuati per tutto l'anno davano i frutti sperati. Allo stesso modo è proseguita la valutazione dell'F-14D, iniziata nel 1990. Altri progetti del 1991 includevano il test del distributore di pula svedese BOL sull'F-14, varie valutazioni di missili Sidewinder, Sparrow e Phoenix e test di ricerca a infrarossi e tracciati sull'F-14D. Il test ALR-67 (ECP-510) nell'F / A-18 è stato uno dei progetti più significativi dello squadrone alla fine del 1991 e del 1992. Il test AMRAAM è stato finalmente completato all'inizio del 1994.
Il 30 settembre 1994, il VX-4 venne sciolto e le sue attività vennero riassegnate al VX-9 (Detachment Point Mugu) "Vampires".